# Leonardo Bazzaro

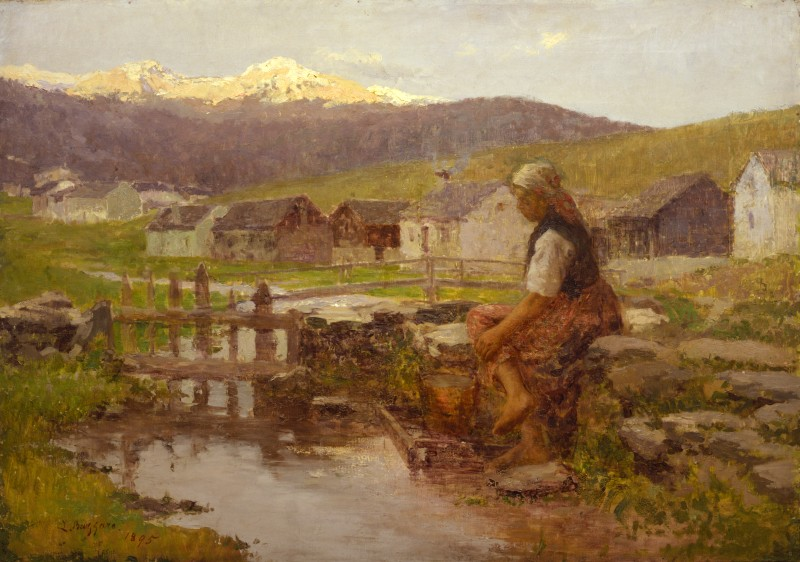
Baite a Macugnaga, 1895 (Fondazione Cariplo)

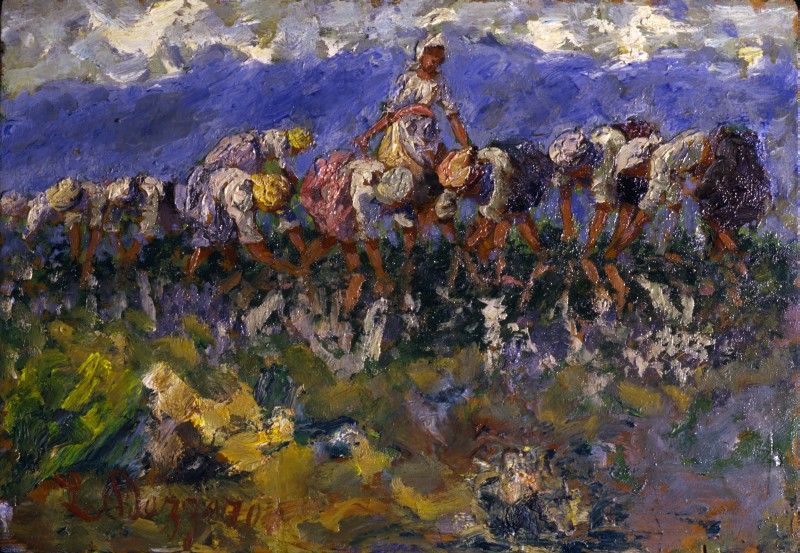
Le mondine, (1930) (Fondazione Cariplo)

Leonardo Bazzaro (Milano, 13 dicembre 1853 – Milano, 2 novembre 1937) è stato un pittore italiano.

## Biografia
Nato a Milano da Ambrogio Bazzero e Anna Boschetti, commercianti di stoffe a Varese, come il fratello Ernesto dimostra sin dalla giovane età una spiccata propensione per il disegno e le arti figurative.
I genitori, collezionisti d'arte, assecondano questa inclinazione e nel 1863 decidono di affidarlo agli insegnamenti privati del paesaggista Gaetano Fasanotti, titolare della cattedra di paesaggio all'Accademia di Belle Arti di Brera, dove Leonardo si iscrive nel 1868; allievo di Raffaele Casnedi e Giuseppe Bertini, si specializza nella rappresentazione di interni di chiese e palazzi del '700, mostrando originalità nella ricerca di luce, di colore e nelle vedute prospettiche.
Nel 1873 debutta alla Mostra annuale di Belle Arti dell'Accademia di Brera, mentre l'anno successivo partecipa alla Promotrice di Genova con Interno della chiesa di San Vittore di Varese, acquistato dalla civica Galleria d'Arte di Modena.
Nel 1878 ottiene il Premio Fumagalli con Sala nel Palazzo Verri e il Premio Girotti con Un mesto ufficio: l'interesse per la pittura paesaggistica lo porta ad avviarsi verso il Naturalismo e la riproduzione di paesaggi all'aria aperta, in particolare tra Chioggia, Valle d'Aosta, Verbano, dove soggiorna presso Gignese e la Valsassina.
L'affermazione definitiva giunge nel 1882, quando espone a Brera Ave Maria, che lo consacra come uno dei più originali protagonisti del Naturalismo lombardo; in questo periodo frequenta il circolo culturale della Famiglia Artistica Milanese, dove è a contatto con Camillo Boito, Alfredo Catalani, Carlo Dossi e Maria Antonietta Torriani ed espone nelle principali mostre nazionali. Partecipa a numerosi soggiorni di lavoro presso le alture del Verbano, in compagnia dei colleghi Achille Tominetti, Eugenio Gignous, Uberto Dell'Orto e Federico Ashton, ispirati da paesaggi che spaziano tra Lago Maggiore e montagne.
Nel 1887 si aggiudica il premio "Principe Umberto" con Sala del Consiglio nel castello d'Issogne, nel 1889 ottiene una medaglia all'Esposizione Universale di Parigi per A Chioggia e nel 1893 una medaglia d'oro alla Permanente di Brera per Chioggia.
Nel 1894 si trasferisce con la futura moglie Corona Douglas Scotti della Scala, pittrice e ceramista dilettante in una villa presso la località Alpino, sulle pendici del Mottarone, adiacente a quella dell'amico Uberto Dell'Orto, dove riproduce la vita popolare delle valli e le montagne del Verbano in toni sempre più intimisti.
Nel 1897 Pace di naufraghi riceve una medaglia d'oro alla III Triennale di Milano, mentre nel 1904 viene premiato con medaglia d’argento all’Esposizione Universale di Saint Louis per Giornata di vento a Chioggia e nel 1906 si aggiudica di nuovo il premio Principe Umberto con Dopo il naufragio.
Nel 1914 il re Vittorio Emanuele III sceglie Prime simpatie per ornare il Palazzo del Quirinale: nello stesso anno, la Biennale di Venezia gli dedica una personale dove vengono esposte ventidue opere tra le più significative della pittura di Bazzaro.
All'Esposizione internazionale Panama-Pacifico di San Francisco del 1915 riceve la medaglia d’oro per il dipinto Al trampolino e nel 1917 la Galleria Centrale di Milano dedica a lui e al fratello Ernesto un'importante mostra antologica.
Il dolore per la perdita della moglie Corona e di Ernesto, scomparsi entrambi agli inizi del 1937, lo porta ad abbandonare la pittura e la villa di Alpino: muore il 2 novembre 1937, all'età di 84 anni, nella casa milanese del nipote.
Viene sepolto presso il cimitero di Gignese accanto alla tomba della moglie, ornata dalla scultura Esaurimento realizzata dal fratello Ernesto.
Nel 1939 viene allestita alla Società Permanente di Milano una mostra postuma dedicata a Bazzaro con 210 opere.

## Stile
(Ercole Arturo Marescotti, Leonardo Bazzaro in Ars et Labor. Musica e musicisti. Rivista mensile illustrata, Milano, 1908)
(Remo Taccani in Società per le Belle Arti ed Esposizione Permanente. Leonardo Bazzaro, pittore. Mostra postuma, Milano, 1939)
Considerato uno dei principali esponenti del naturalismo lombardo, al pari di Eugenio Gignous e Filippo Carcano, la sua produzione è maggiormente concentrata su soggetti paesaggistici dove viene esaltata la rappresentazione del quotidiano familiare.
Nei primi anni di attività, Bazzaro si orienta su vedute prospettiche di interni di chiese e di noti palazzi milanesi, con un'impronta verista di matrice sei-settecentesca derivata dal maestro Giuseppe Bertini: gli ex compagni di Brera gli attribuiscono il soprannome piccolo Velasquez, ad attestare la forte intensità espressiva raggiunta in queste prima fase.
Nei tardi anni settanta, sul modello di Mosè Bianchi, viaggia frequentemente presso la Laguna Veneta e, in particolare, a Chioggia, dove sperimenta la pittura di paesaggio, spesso intervallandola a scene di genere en plein air, esaltando la limpidezza della luce sul mare e le tonalità degli edifici affacciati sui canali.
In seguito, la frequentazione dei colleghi Achille Tominetti, Eugenio Gignous e Uberto Dell'Orto lo porta nei territori del Verbano, dove riproduce quei paesaggi montani che divengono il suo marchio di riconoscibilità, vi si trasferisce e dipinge la tranquilla atmosfera del suo quotidiano familiare, divenendo così tra gli autori più ricercati dal collezionismo borghese.
A livello stilistico, questa fase si dimostra molto vicina ai tratti della Scapigliatura e, in particolare, del suo capostipite Tranquillo Cremona nella resa emozionale del personaggio, pennellate fini alternate a corpose, l'effetto sfumato.

## Opere principali
- L’interno della chiesa di San Vittore a Milano (1873), olio su tela, collezione privata;
- Interno della Chiesa di San Vittore di Varese (1874), olio su tela, Galleria d'arte moderna, Genova;
- Gesù Cristo con gli apostoli (1875), olio su tela, Museo d’Arte Moderna e Contemporanea di Varese;
- Ritratto giovanile del pittore milanese Amero Cagnone (1875), olio su tela, Galleria d'Arte Moderna, Milano;
- Testa (1875-1880), olio su tela, Museo nazionale della scienza e della tecnologia Leonardo da Vinci, Milano;
- Ciociara (Giovinetta) (1877), olio su tela, Fondazione Cariplo, Milano;
- Aristocrazia (Ritratto della moglie, nobildonna Corona Douglas Scotti) (1879), olio su tela, Fondazione Cariplo, Milano;
- Veduta del porto di Genova con ritratto maschile (1882), olio su tela, Accademia Carrara, Bergamo;
- Ave Maria (1882), olio su tela, Galleria d'Arte Moderna, Milano;
- A sera (Contadina al pozzo) (1883), olio su tela, collezione privata;
- Il raccolto delle castagne (1886), olio su tela, collezione privata;
- Ritratto di Luigi Maccia (1886-1887), olio su tela, Raccolte d'arte dell'Ospedale Maggiore, Milano;
- Vestizione di una monaca (1888), olio su tela, Galleria d'Arte Moderna, Milano;
- Ritratto in celeste e bianco (1888-1890), olio su tela, collezione privata;
- Ritratto di Corona Scotti Bazzaro (1890-1899), olio su tela, Musei civici di Pavia;
- Casa sulla laguna (1890-1899), olio su tela, Pinacoteca Ambrosiana, Milano;
- Ritratto del musicista Alfredo Catalani (1890-1900), olio su tela, Museo valtellinese di storia e arte, Sondrio;
- Chioggia (1893), olio su tela, collezione privata;
- Chioggia (Inverno a Chioggia) (1894), olio su tela, Galleria nazionale d'arte moderna, Roma;
- Baite a Macugnaga (1895), olio su tela, Fondazione Cariplo, Milano;
- In campagna (A Gignese) (1895), olio su tela, collezione privata;
- Ritratto del collezionista Cesare Pisoni (1895-1905), olio su tela, Accademia Carrara, Bergamo;
- Pace di naufraghi (Orazione a Chioggia) (1897), olio su tela, Fondazione Cariplo, Milano;
- Un vespro a Chioggia (La benedizione) (1898-1901), olio su tela, Fondazione Cariplo, Milano;
- Tutto è gioia (Meriggio) (1899), olio su tela, collezione privata;
- Marina di Chioggia (1900), olio su tela, Galleria d'arte moderna Ricci Oddi, Piacenza;
- I miei fiori (1900), olio su tela, collezione privata;
- Dopo il naufragio (1900), olio su tela, Museo di belle arti, Budapest;
- Tra le ortensie (1900-1905), olio su tela, collezione privata;
- Sulla terrazza all’Alpino (1900-1905), olio su tela, collezione privata;
- Scena alpestre (Il Mottarone) (1900-1905), olio su tela, Fondazione Cariplo, Milano;
- Sola! (1902), olio su tela, collezione privata;
- Passa la funicolare (Donne a Gignese) (1904), olio su tela, collezione privata;
- Fuoco! Fuoco! (1905), olio su tela, Fondazione Cariplo, Milano;
- Fiori e sorrisi (1905), olio su tela, Museo Revoltella, Trieste;
- Ritratto di Teresa e Maria Ceriani (1907), olio su tela, Raccolte d'arte dell'Ospedale Maggiore, Milano;
- Veduta di Chioggia (1910), olio su tela, Musei civici di Pavia;
- Ritratto di Corona Scotti Bazzaro (1910-1915), olio su tela, Musei civici di Pavia;
- Chiostro in montagna (All'Alpino) (1910-1915), olio su tela, Pinacoteca Malaspina, Pavia[17];
- Tra i fiori (1910-1920), olio su tela, Galleria Giannoni, Novara[18];
- La maldicenza (Fondamenta a Chioggia) (1910-1920), olio su tela, Galleria Giannoni, Novara[19];
- Chioggia (1910-1930), olio su tela, Galleria Giannoni, Novara[20];
- Raccolta del fieno - Cogne, Valle d’Aosta (Ultimo raccolto) (1912), olio su tela, collezione privata;
- Il sagrato della chiesa di Cogne (1912-1914), olio su tela, Museo di arte moderna e contemporanea, Castello Gamba di Chatillon;
- Malga alpina con madre e bimba (1915), olio su tela, collezione privata;
- Baite abbandonate (1915), olio su tela, collezione privata;
- Chioggia (1922), olio su tela, Fondazione Cariplo, Milano;
- Verso il porto (1923), olio su tela, Museo Fondazione Cariparma, Parma;
- Autoritratto (1925), olio su tela, collezione privata;
- Acquaiole a Sottomarina di Chioggia (1925-1930), olio su tela, Fondazione Cariplo, Milano;
- Alla riva (1926), olio su tela, Fondazione Cariplo, Milano;
- Le mondine (1930), olio su tela, Fondazione Cariplo, Milano;
- Pescatori a Chioggia (1930- 1935), olio su tela, Fondazione Cariplo, Milano;
- Ritratto del musicista Alfredo Catalani (non datato), olio su tela, Museo valtellinese di storia e arte, Sondrio;
- Ritratto del fratello (non datato), olio su tela, Pinacoteca comunale Attilio Moroni, Porto Recanati;
- Signorina in giardino (non datato), olio su tela, Galleria d'arte moderna Ricci Oddi, Piacenza;
- Ritratto dello scultore Eugenio Lombardi (non datato), olio su tela, Galleria d'arte moderna Achille Forti, Verona;
- Lavoratori di ritorno a casa (non datato), olio su tela, Museo Civico Palazzo Galeotti, Pescia.